# Ville Ahonen
Ville Ahonen (* 14. Oktober 1994) ist ein finnischer Skilangläufer.

## Werdegang
Ahonen, der für den Imatran Urheilijat startet, trat im Dezember 2011 in Vuokatti erstmals im Scandinavian-Cup an, wo er den 176. Platz über 15 km klassisch belegte. Im Jahr 2012 wurde er finnischer Juniorenmeister im 20-km-Massenstartrennen und 2013 im Sprint. Bei den Nordischen Junioren-Skiweltmeisterschaften 2013 in Liberec kam er auf den 50. Platz im Skiathlon, auf den 19. Rang im Sprint und auf den siebten Platz mit der Staffel und bei den U23-Skiweltmeisterschaften 2016 in Râșnov auf den 61. Platz über 15 km Freistil und auf den 17. Rang über 15 km klassisch. Sein Debüt im Skilanglauf-Weltcup hatte er im März 2015 in Lahti, welches er auf dem 53. Platz über 15 km klassisch beendete. Im Januar 2022 holte er in Oberstdorf bei der Tour de Ski 2021/22 mit dem 16. Platz im Sprint seine ersten Weltcuppunkte.